# Pentaglottis sempervirens
Пентаглоттіс вічнозелений, альканет (Pentaglottis sempervirens) - монотипний вид рослин родини пентаглоттіс.

## Назва
Pentaglottis з греки перекладається як «п'ять язиків», а sempervirens з латини - «вічно живий» чи «вічнозелений». Назва альканет походить з давньо-іспанського alcaneta, що у свою чергу походить від арабського al-ḥinnā, що є назвою для речовини хна.

## Будова
Вкрите волосинками та листями стебло до 1 м висоти росте з прикореневої розетки. Листя волохате овальне до 40 см. Сині квіти з п'ятьма пелюстками з'являються групами біля листків на стеблі. Кожна пелюстка має білу цятку біля основи. Численне насіння зібрані у коробочку.

## Поширення та середовище існування
Зростає у південно-західній Європі обабіч доріг, у тінистих місцях.

## Практичне використання
З коріння видобували червоний фарбник альканет.

## Галерея

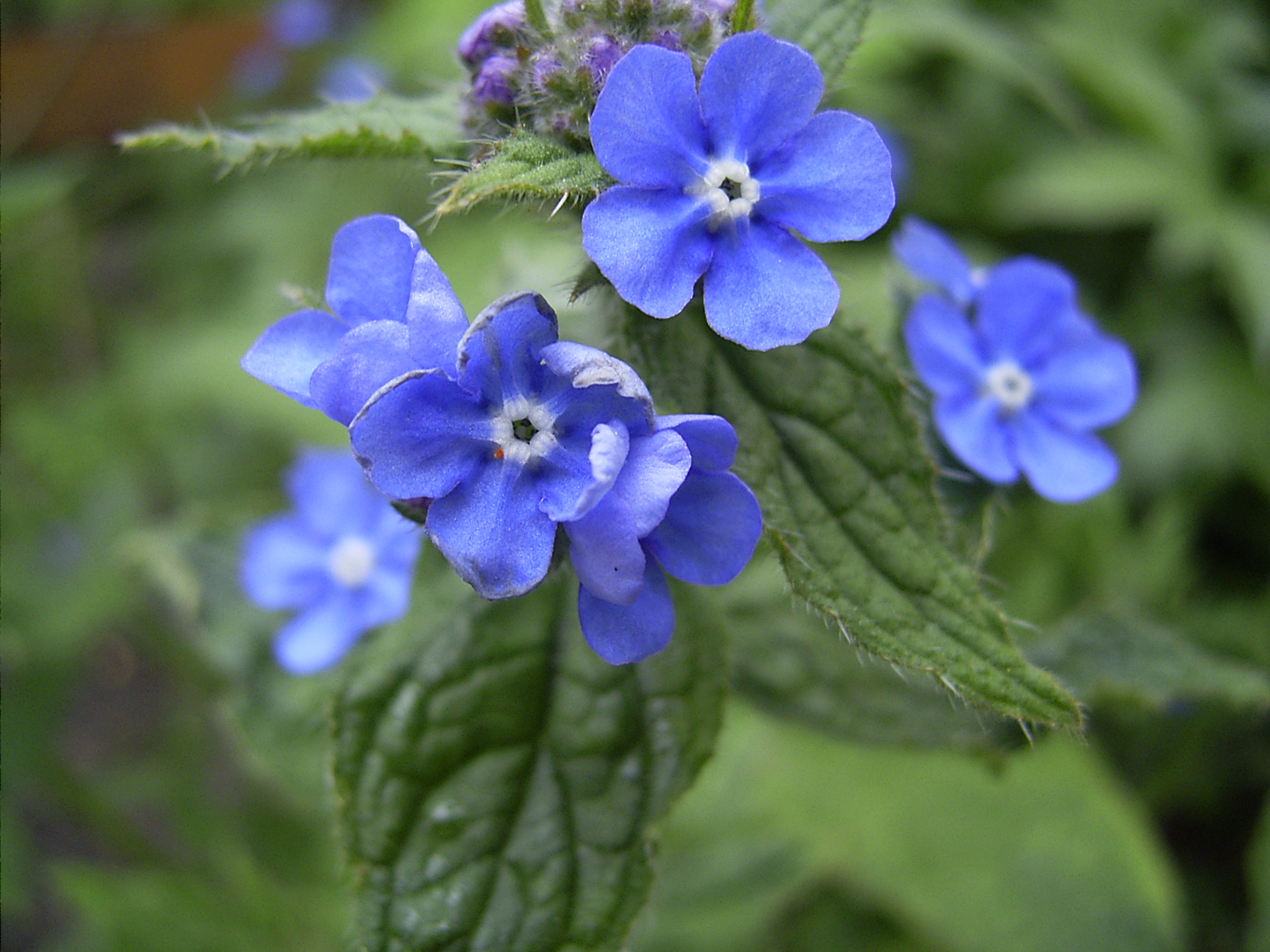
Квіти
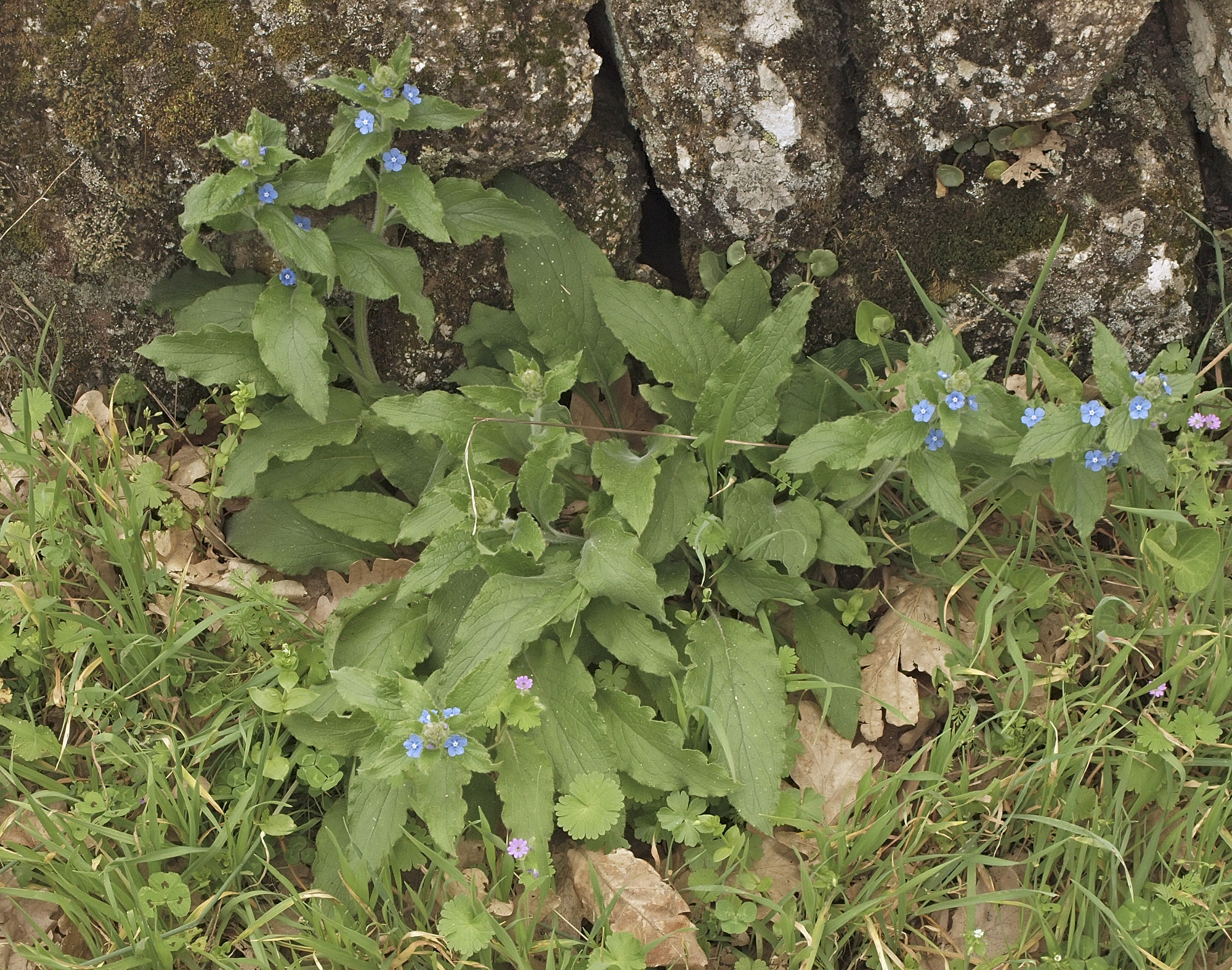
Загальний вигляд рослини
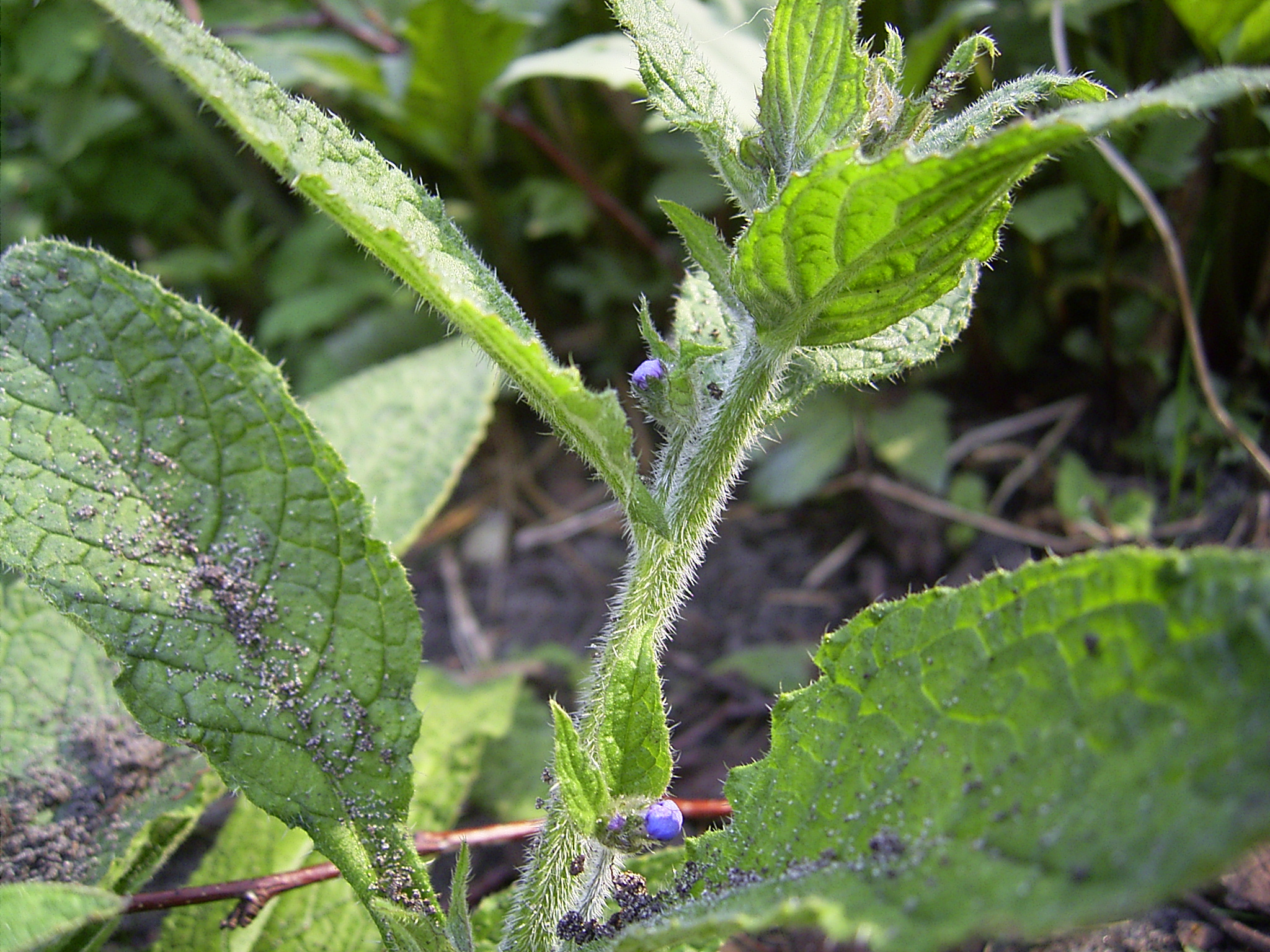
Листя і стебло